# Disocactus macranthus
Disocactus macranthus ist eine Pflanzenart aus der Gattung Disocactus in der Familie der Kakteengewächse (Cactaceae). Das Artepitheton macranthus bedeutet ‚mit großen, langen Blumen‘.

## Beschreibung
Disocactus macranthus wächst reich verzweigt mit übergebogenen Trieben, welche basal drehrund darüber abgeflacht und blattartig zur Spitze verjüngend sind. Sie werden bis 90 Zentimeter lang und 4,5 Zentimeter breit, sind hellgrün und an den Rändern gekerbt. Die Areolen sind klein und unbedornt.
Die Blüten sind nahe der Triebspitzen. Sie sind 4 bis 6 Zentimeter  lang und etwa 3 Zentimeter im Durchmesser groß mit schlanker Röhre und weit ausgebreiteten Perianthsegmenten, die innen hell zitronengelb und außen etwas dunkler sind. Sie duften intensiv. Die kugelig roten Früchte werden 0,7 bis 0,8 Zentimeter lang.

## Verbreitung, Systematik und Gefährdung
Disocactus macranthus ist in den mexikanischen Bundesstaaten Oaxaca, Chiapas und Veracruz zwischen 830 und 1900 Metern Höhe verbreitet.
Die Erstbeschreibung als Pseudorhipsalis macrantha erfolgte 1942 durch Edward Johnston Alexander. Myron William Kimnach und Paul Clifford Hutchison (1924–1997) stellten die Art 1957 in die Gattung Disocactus. Ein weiteres nomenklatorisches Synonym ist Disisorhipsalis macrantha (Alexander) Doweld (2002, nom. inval. ICBN-Artikel 33.3).
In der Roten Liste gefährdeter Arten der IUCN wird die Art als „Least Concern (LC)“, d. h. als nicht gefährdet geführt.

## Nachweise